# Modell (Chemie)

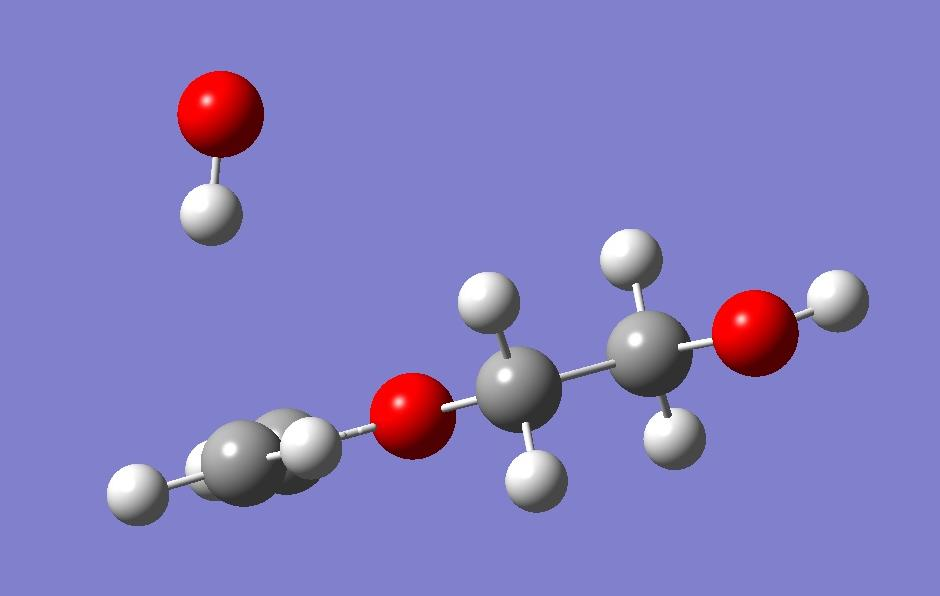
Moleküldarstellung mit Kugel-Stab-Modellen

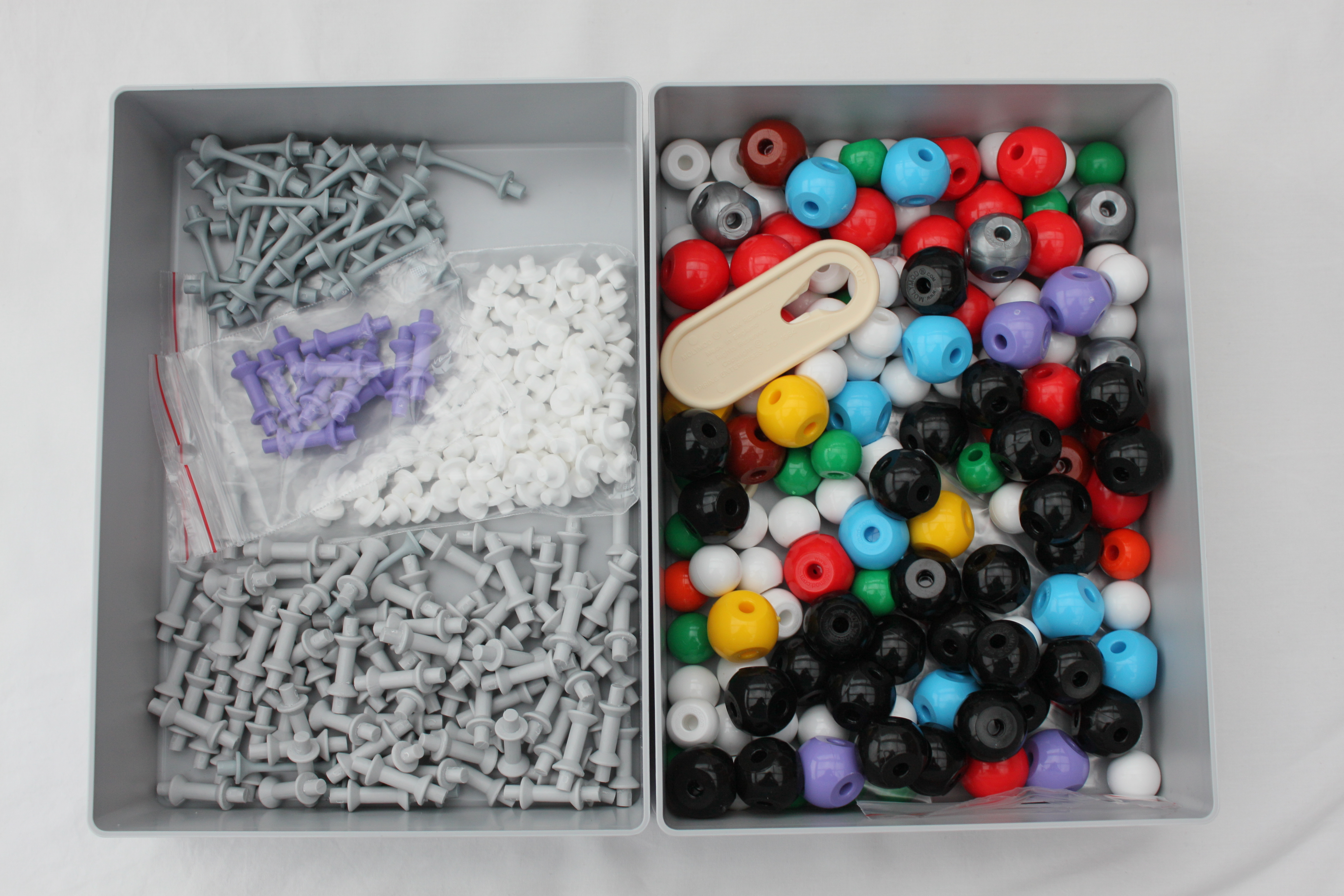
Molekülbaukasten

Simulation der Protonenübertragung zwischen Wassermolekülen

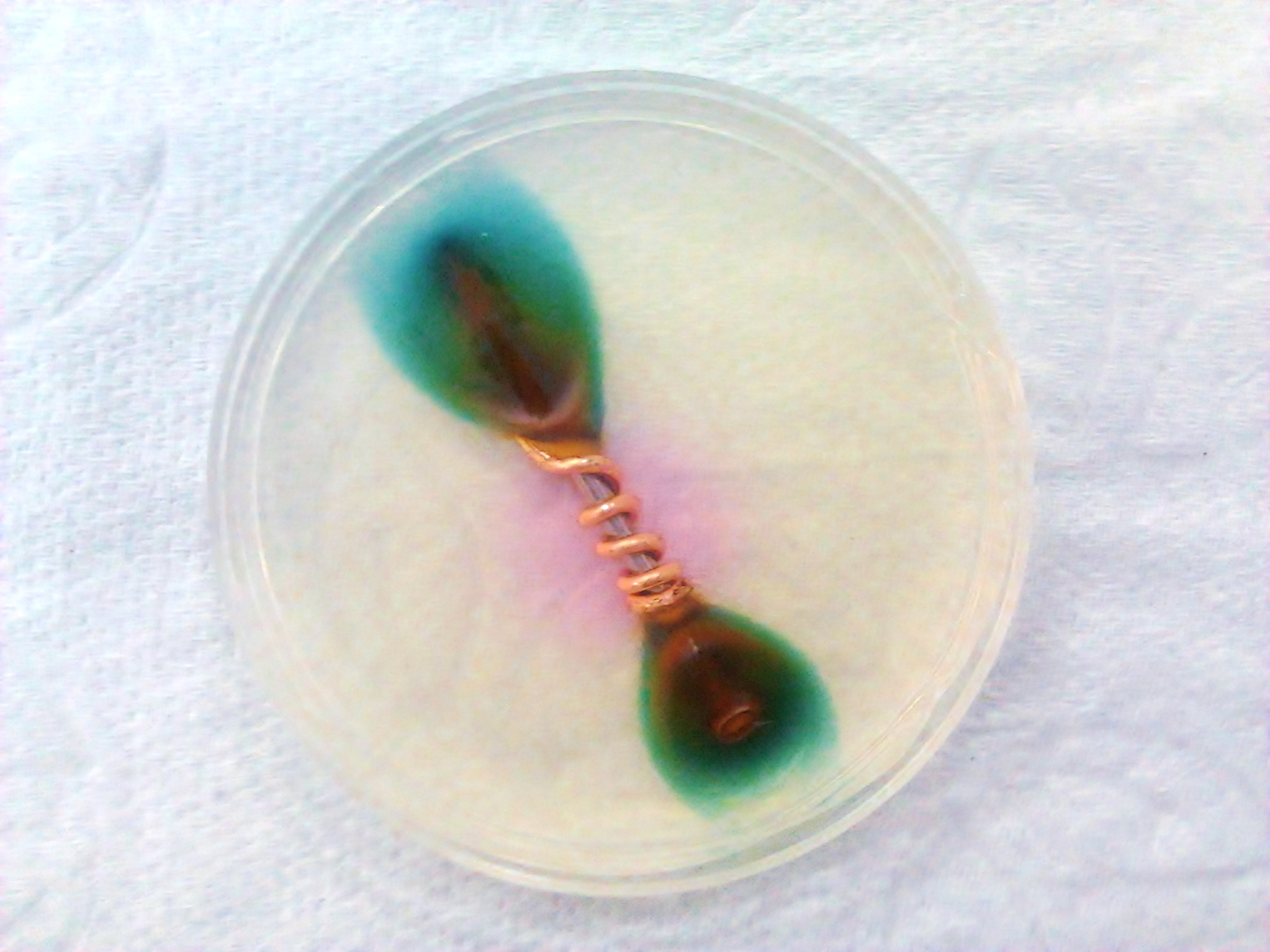
Modellversuch zur Kontaktkorrosion

Modelle werden in der Chemie ausgehend von makroskopischen oder mikroskopischen Beobachtungen und Versuchsergebnissen erdacht und benutzt, mit denen auf Eigenschaften und Reaktionen von Atomen, Ionen, Molekülen und Stoffen geschlossen werden kann. Sie dienen zudem zur Veranschaulichung von Teilchen und Reaktionen. Alle Aussagen über den submikroskopischen Bereich haben Modellcharakter, da dieser Bereich dem Betrachter oftmals nicht unmittelbar zugänglich ist. Modelle sind nicht nur für die Forschung, sondern insbesondere auch für den  Chemieunterricht und  das Chemiestudium  bedeutungsvoll.

## Prinzipien
Man kann zwischen folgenden Arten von Modellen unterscheiden:
- ideelle Modelle sind gedankliche Konstrukte (Denkmodelle),
- materielle Modelle oder Sachmodelle dienen zur Veranschaulichung von ideellen Modellen und gehören prinzipiell auch zu den Medien.

Ein großer Bereich in der Chemie  nehmen Modelle vom Aufbau der Materie (Teilchenmodelle) und Modellvorstellungen von der chemischen Bindung ein. Die zunächst entwickelten Denkmodelle werden dabei in der Regel durch geeignete materielle Modelle veranschaulicht. Die Vorstellung über eine kovalente Bindung ist ein ideelles Modell, das z. B. in einfachster Form durch ein Kugel-Stab-Modell oder eine Elektronenformel veranschaulicht werden kann. Die Vorstellung einer Ionenbindung kann durch ein Gittermodell, die Vorstellung über die räumliche Anordnung von Atomen in einem Molekül kann durch ein Kalottenmodell oder Orbitalmodell veranschaulicht werden.
An die Modelle sollten folgende Forderungen gestellt werden:
- Anschaulichkeit,
- Einfachheit,
- Transparenz,
- Möglichkeiten zur Weiterentwicklung,
- Kohärenz zwischen mehreren Modellen: Modelle einer übergeordneten Struktur müssen zur untergeordneten Struktur passen.

Reaktionsgleichungen, Reaktionstypen bzw. Reaktionsmechanismen und kinetische Betrachtungen sind Modellvorstellungen der abgelaufenen Reaktionen und werden mit Hilfe geeigneter Medien beschrieben und dargestellt.
Kinetische Betrachtungen können gut durch Simulationen (z. B. Computersimulationen) unterstützt werden.
Experimente haben oftmals Modellcharakter, zumal sie in der Regel die Realität vereinfachen. Zudem können sie als Funktionsmodell zur Veranschaulichung von anwendungsbezogenen und technischen Abläufen eingesetzt werden.